# Palomares del Río
Palomares del Río er en by og kommune i det sydlige Spanien i provinsen Sevilla. Den har et indbyggertal på 9.277 (2024) indbyggere.